# Kaukajärvi
Kaukajärvi är en sjö i Finland. Den ligger i östra delen av Tammerfors i landskapet Birkaland, i den södra delen av landet, 150 km norr om huvudstaden Helsingfors. Kaukajärvi ligger 88,3 meter över havet. Arean är 1,42 kvadratkilometer och strandlinjen är 9,07 kilometer lång. Sjön  ingår i Kumo älvs huvudavrinningsområde.   I omgivningarna runt Kaukajärvi växer i huvudsak barrskog.